# Mysz subsaharyjska
Mysz subsaharyjska (Mus musculoides) – gatunek gryzonia z rodziny myszowatych, występujący w Afryce Zachodniej i Środkowej.

## Klasyfikacja
Gatunek został opisany naukowo w 1853 roku przez C.J. Temmincka. Należy on do podrodzaju Nannomys, podobnie jak bardzo podobna do niej mysz karłowata (M. minutoides). Te dwa gatunki tworzą kompleks, ich relacja nie została jeszcze rozwikłana przez zoologów; przez to wschodnia granica zasięgu tego gryzonia nie jest dobrze określona.

## Biologia

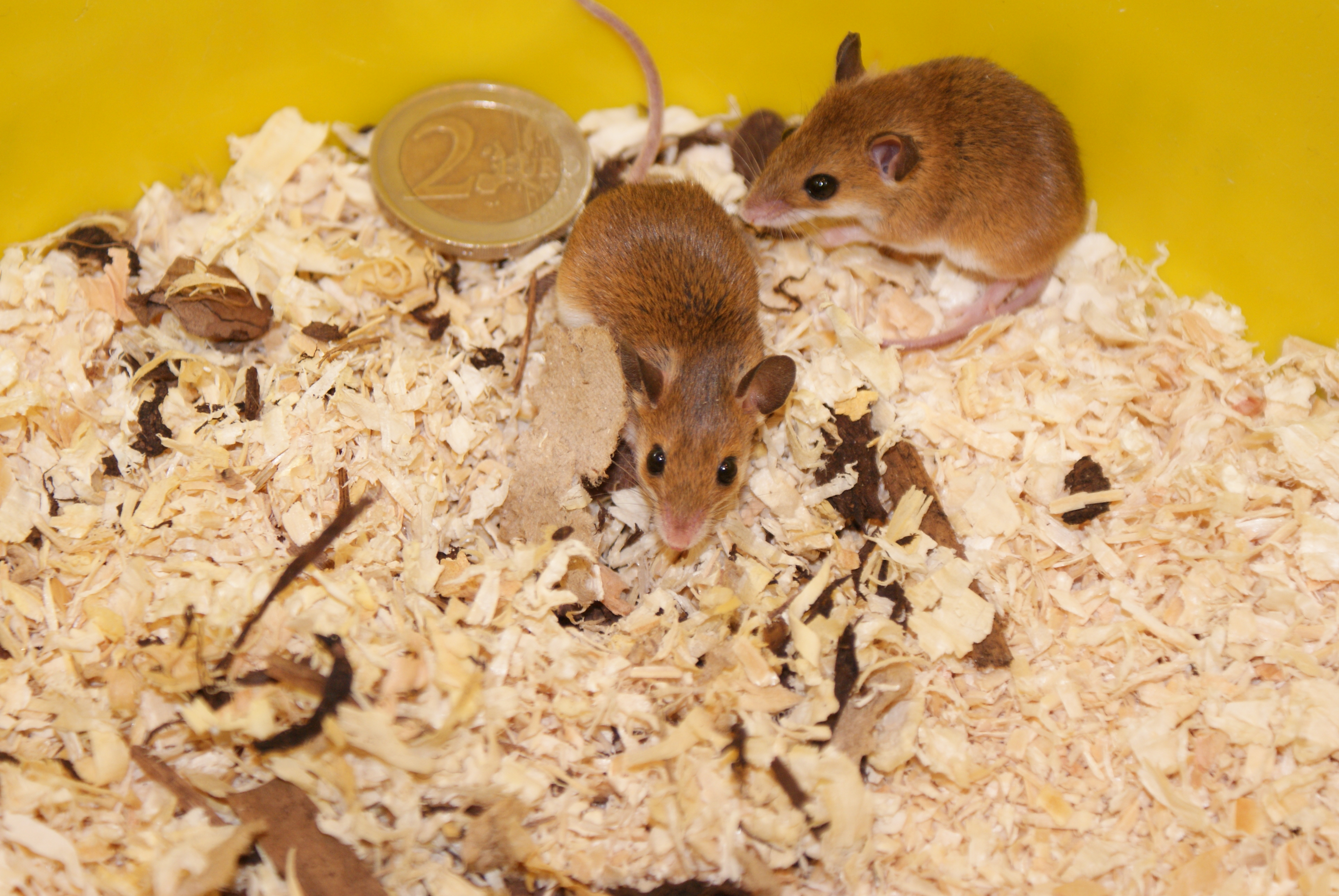
Dwa gryzonie w terrarium z monetą 2 euro dla skali

Mysz subsaharyjska żyje w obszarze Afryki Subsaharyjskiej nad Zatoką Gwinejską, od Gambii i Senegalu po Gabon i Kongo. Zwierzęta występujące na obszarze od Republiki Środkowoafrykańskiej przez Sudan Południowy po Demokratyczną Republikę Konga i Tanzanię na południowym wschodzie, są prawdopodobnie przedstawicielami tego gatunku, ale mogą to też być myszy karłowate. Najczęściej spotykana na sawannach, obszarach trawiastych i farmach, czasem wkracza do lasów tropikalnych; pojawia się w ogrodach i sąsiedztwie zabudowań.

## Populacja
Mysz subsaharyjska jest pospolita, nie są znane zagrożenia dla tego gatunku. Toleruje zmiany środowiska, występuje na rozległym obszarze, w tym zapewne w obszarach chronionych. Jest uznawana za gatunek najmniejszej troski.